# بوادیا دل مونته
بوادیا دل مونته (به اسپانیایی: Boadilla del Monte) یک منطقهٔ مسکونی در اسپانیا است که در مادرید (بخش خودمختار) واقع شده‌است. بوادیا دل مونته ۴۷٫۲۴ کیلومتر مربع مساحت دارد ۶۸۹ متر بالاتر از سطح دریا واقع شده‌است.